# شوتو هيرا
شوتو هيرا (باليابانية: 平 秀斗) (25 يونيو 1994 في كاغوشيما في اليابان – )؛ هو لاعب كرة قدم ياباني سابق كان يلعب كمهاجم.

## وصلات خارجية
- شوتو هيرا على موقع رابطة كرة القدم اليابانية للمحترفين (اليابانية)
- شوتو هيرا على موقع قاعدة بيانات كرة القدم.إي يو (الإنجليزية)
- شوتو هيرا على موقع Soccerway.com (الإنجليزية)
- شوتو هيرا على موقع عالم كرة القدم.نت (الإنجليزية)